# الصراع الجورجي الأبخازي
يشير الصراع الجورجي الأبخازي إلى الصراع العرقي بين الجورجيين والأبخاز في أبخازيا، التي هي حالياً مستقلة ومعترف بها بشكل جزئي. ويعد هذا الصراع جزء من الصراع الجيوسياسي الأكبر في منطقة القوقاز، الذي ازداد حدة وشراسة بحلول نهاية القرن العشرين وانهيار الاتحاد السوفياتي.
وبقي هذا الصراع الذي يعد من أكثر الصراعات دموية في الفترة التي تلت انهيار الاتحاد السوفياتي غير محلول. عرضت الحكومة الجورجية جزءاً كبيراً من الحكم الذاتي لأبخازيا عدة مرات، لكن الحكومة الأبخازية الانفصالية والمعارضة ترفضان كل أنواع البقاء في دولة واحدة مع جورجيا. يرى الأبخاز استقلالهم على أنه نتيجة حرب تحرير بلدهم من جورجيا، أما الجورجيين فيدّعون أن أبخازيا كانت دائماً جزءاً من جورجيا على مر العصور. شكل الجورجيون الأكثرية العرقية في أبخازيا قبل الحرب، حيث كانت نسبتهم 45.7% من مجموع السكان في 1989. اتهم العديد حكومة إدوارد شيفردنادزه بأنهم سبب الأعمال العدائية التي لا معنى لها، وأن ديبلوماسية إدارتهم لم تكن فعالة خلال الحرب وبعدها. خلال الحرب، قام الأبخازالانفصاليين بعملية تطهير عرقي التي أدت إلى طرد 250,000 جورجي من أبخازيا وقتل ما يزيد عن 15,000. اعترفت منظمة الأمن والتعاون في أوروبا بشكل رسمي بالتطهير العرقي الذي حصل ضد الجورجيين من خلال مؤتمراتها في لشبونة، بودابست وإسطنبول. أصدر مجلس الأمن الدولي عدة قرارات يطلب فيها وقف إطلاق النار بعد ذلك.

## أحداث

### الحقبة السوفييتية
في الحقبة السوفييتية كانت أبخازيا جمهورية مستقلة سوفييتية اشتراكية (Abkhazian ASSR)، إحدى كيانات الجمهورية السوفييتية الاشتراكية الجورجية (Georgian SSR).
قامت مظاهرات طالبت بالانفصال عن الجمهورية الجورجية والانضمام إلى جمهورية روسيا السوفيتية الاتحادية الاشتراكية في أبريل 1957، أبريل 1967 و- مظاهرات عنيفة - مايو وسبتمبر 1978.

### الحرب في أبخازيا
تضمن الصراع حرباً أبخازية دامت 13 شهر، بدأت في أغسطس 1992، حيث كانت من جهة قوات حكومية وميليشيات مؤلفة من أصحاب العرق الجورجي المقيمين في أبخازيا، ومن جهة أخرى كان الروس يدعمون القوات الانفصالية المؤلفة من أبخاز وأرمن وروس مقيمين أيضاً في أبخازيا. دعم الانفصاليين الشمالي قوقازيين والقوازق المسلحين والقوات الروسية (بشكل غير رسمي) المتمركزة في غوداوتا. نتج عن الصراع اتفاقية وقعت في سوتشي لوقف الأعمال العدائية، لكنها لم تدم طويلاً.

### استئناف الأعمال العدائية
تصاعد الصراع مرة أخرى في أبريل-مايو 1998، عندما دخلت المئات من القوات الأبخازية في مقاطعة غالي القرى التي ما زالت مأهولة بالسكان الجورجيين لدعم الانتخابات البرلمانية الانفصالية. وعلى الرغم من النقد الموجه لهم من قبل معارضيهم، لم يقم رئيس جورجيا إدوارد شيفردنادزهبإرسال أية قوات لمحاربة الأبخاز. تم التفاوض بشأن وقف إطلاق النار في 20 مايو. وأسفرت العدائية بين الطرفين إلى مقتل المئات من الطرفين إضافة إلى وجود 20,000 لاجئ جورجي.
في سبتمبر 2001، ظهر حوالي 400 مقاتل شيشاني و80 آخرون جورجي في وادي كودوري في ظروف مثيرة للجدل الكبير. وصلت القوات الشبه العسكرية الشيشانية الجورجية إلى سوخومي، لكن في النهاية تم طردهم من قبل الأبخاز وقوات حفظ السلام الروسية المتمركزة في غودوتا.

### حقبة ساكاشفيلي
وعد رئيس الحكومة الجورجية الجديد ميخائيل ساكاشفيلي بعدم استخدام القوة وحل جميع المشاكل بالدبلوماسية والمحادثات السياسية.
بينما قرر في إحدى قمم رابطة الدول المستقلة عدم إجراء أي نوع من الاتصلات مع الانفصاليين؛ تزايد الترانزيت وتحسنت العلاقات الاقتصادية بين روسيا وأبخازيا، وادعت روسيا أن ذلك كله مجرد أعمال خاصة دائرة بينهما، وليس بسبب الدولة الأبخازية. وتندد جورجيا أيضاً بإصدار روسيا لعدد غير محدود من جوازات السفر الروسية في أبخازيا ودفعها فيما بعد للمعاش تقاعدي وغيرها من المنافع النقدية التي تقدمها روسيا، التي تعتبرها جورجيا دعماً من الحكومة الروسية للانفصاليين.
اجتمع في مايو 2006 ولأول مرة منذ 2001 مجلس تنسيق الحكومة في جورجيا والانفصاليين الأبخاز. وفي أواخر يوليو، اندلعت أزمة كودوري 2006، مسببة في نشأة حكومة أبخازيا في المنفى في كودوري. لأول مرة بعد الحرب، كان مركز هذه الحكومة في أبخازيا، ويرأسها مالخاز أكيشبايا، تيمور مجافيا وأدا مارشانيا.
حالياً، يطلب الجانب الأبخازي من جورجيا مطالب تعويضات تبلغ قيمتها 13 مليار دولار أمريكي للقيام بالإصلاحلات اللازمة، بينما يرفض الجانب الجورجي الإصغاء لهذه المطالب. في مايو 2008، أصدرت الجمعية العامة للأمم المتحدة قرار الاعتراف بحق اللاجئين (بما فيهم "ضحايا التطهير العرقي") وعودتهم إلى أبخازيا. وتأسف الجمعية لمحاولات تغيير التركيب الديموغرافي للسكان عما كان عليه قبل الحرب ودعت إلى تطوير جدول زمني لضمان سرعة العودة الطوعية لجميع اللاجئين والمشردين داخلياً إلى ديارهم.

### أغسطس 2008
في 10 أغسطس 2008، انتشرت الحرب في أوسيتيا الجنوبية إلى أبخازيا، حيث قامت القوات المتمردة الانفصالية بالتعاون مع الطيران الحربي الروسي بشن هجوم على جميع القوات الجورجية. أعلن الرئيس الأبخازي الانفصالي الموالي لموسكو سيرغيه باغابش أن قواته قامت بعملية عسكرية كبيرة لإجبار القوات الجورجية على الخروج من وادي كودوري، الذي ما زالوا يتحكمون فيه. وكانت نتيجة هذا الهجوم خروج القوات الجورجية من أبخازيا بشكل كامل.
في 26 أغسطس 2008، اعترفت روسيا باستقلال أبخازيا وأوسيتيا الجنوبية بشكل رسمي.

### بعد الحرب
ظلت العلاقات متوترة للغاية بين الجورجيين والأبخاز بعد الحرب، وقامت جورجيا بزيادة عزلة أبخازيا عن طريق فرض حصار بحري على أبخازيا.